# 趙鷺
趙鷺（1535年—？），字朝雝，號振宇，福建泉州府晉江縣人，軍籍，明朝政治人物。

## 生平
嘉靖三十七年（1558年）戊午科福建鄉試第十四名舉人。隆慶五年（1571年）中式辛未科會試第一百八十七名，三甲第二百五十八名進士。通政司觀政，授江西永新知县，卒于官。

## 家族
曾祖趙真應；祖父趙惟德；父趙世讓。嫡母孫氏；生母王氏。慈侍下。